# Sainte-Fortunade
Sainte-Fortunade é uma comuna francesa na região administrativa da Nova Aquitânia, no departamento de Corrèze. Estende-se por uma área de 38,31 km². Em 2010 a comuna tinha 1 871 habitantes (densidade: 48,8 hab./km²).